# دومينغو خوسيه تشافيز فرياس
دومينغو خوسيه تشافيز فرياس هو سياسي فنزويلي، ولد في 1956 في Sabaneta, Barinas ‏ في فنزويلا، وتوفي في 17 يوليو 2016 في كاراكاس في فنزويلا بسبب مرض معد. نشط حزبياً في حركة الجمهورية الخامسة.